# إبراهيم حلمي الغوري
إبراهيم حلمي الغوري عالم سوري ولد في مدينة حلب عام 1925، اختص في الجغرافيا والفلك، له عدة كتب في هذا المجال وكذلك له أيضا مؤلفات أدبية، كما اشترك أيضا بوضع أطالس منها: أطلس العالم الحديث والأطلس الطبيعي لسورية والأطلس الطبيعي والبشري للوطن العربي والأطلس الاقتصادي للوطن العربي وأطلس تاريخ الشرق القديم (نال على الجائزة الأولى للمنظمة العربية للتربية والثقافة والعلوم بجامعة الدول العربية الدورة الرابعة)، وقام برسم مصورات مدرسية لمعظم دول العالم.

## مؤلفاته
1. الموسوعةُ الفلكية.[2]
2. أطلس العالم الحديث
3. الأطلس الطبيعي لسورية
4. الأطلس الطبيعي والبشري للوطن العربي
5. الأطلس الاقتصادي للوطن العربي
6. أطلس تاريخ الشرق القديم
7. الكون والمجرات
8. النجوم والكوكبات النجمية
9. استكشاف الفضاء